# Pterolophia pygmaea
Pterolophia pygmaea là một loài bọ cánh cứng trong họ Cerambycidae.